# 窄頭複齒脂鯉
窄頭複齒脂鯉為輻鰭魚綱脂鯉目琴脂鯉亞目複齒脂鯉科的其中一種，為熱帶淡水魚，分布於非洲尼日河下游、伏塔河、十字河、查德湖、尼羅河及塞內加爾河等流域，本魚體通常為灰色，吻圓，眼睛淡紅色，背部有黑色的斑點，體長可達40公分，棲息在岩石底質且流動的水域，以植物及其附著生物為食，生活習性不明，可做為食用魚。

## 扩展阅读
維基物種上的相關：窄頭複齒脂鯉